# 三遊亭圓子
三遊亭 圓子（さんゆうてい えんこ）は、落語の名跡。
- 三遊亭圓子 - 初代三遊亭圓生の門人にいた。
- 三遊亭圓子 - 後の2代目三遊亭圓右。
- 三遊亭圓子 - および上方で活躍した色物系の落語家の圓子。この項で解説。

三遊亭 圓子（さんゆうてい えんこ、安政2年11月（1855年12月または1856年1月） - 1931年5月14日）は、明治から昭和にかけて活動した落語家。本名: 須永 藤三郎。あだ名は「二挺鼓の圓子」。『落語系圖』には「つゝみの圓子」とある。

## 経歴
東京神田の質屋の倅。もとは歌舞伎役者で、9代目市川團十郎門下で九萬蔵を名乗る。芝居小屋の囃子方を務めた後、時期ははっきりしない（1892年に桂派の東京連に圓子の名があるが同一人物かは不明）が寄席に進出し師匠なしの三遊亭萬壽を経て、圓子を名乗る。1897年頃から、上方に移り三友派に在籍し春風柳寿斎と掛け合いを演じたが明治の末に柳寿斎が没し1922年に三友派の吸収合併により吉本興業に移籍。
橘ノ圓都の回想では、2代目桂文團治に入門後、前座修行の厳しさに耐えかねて、兄弟子の桂團三郎（のちの3代目橘家圓三郎）とともに脱走して、大阪で江戸落語を演じていた圓子の一座に加わったが、旅回り先で文團治から圓子宛に（圓都を）戻してくれないと付き合いをやめるという手紙が届き、圓子から「前座一人のために文團治と不仲になっては」と言われたため、神戸市の実家に戻ったという。

## 人物
特定の師匠はいないが、「三遊亭」の亭号を無断で名乗っていたため、弟子の三遊亭小円、三遊亭柳枝と同様に、東西の落語家連から敬遠されることもあったという。
落語は『西行』『五光』などをよく高座に掛けていた。色物としては、二丁鼓、都々逸くずしのステテコ踊りなどを得意とした。3代目桂米朝によると、たっぷり芸を披露しないと気の済まないたちで、時間が掛かり過ぎるため、途中で無理やり緞帳を下ろすと、それでも幕の前に飛び出してステテコ踊りを始めたというエピソードが伝わっている。
また席亭や興行主らに金貸し業をしていた。
兄（一説には弟）は三遊亭好三（関利三郎）。

## 弟子
- 三遊亭志ん蔵[1]
- 初代桂小春團治（後の花柳芳兵衛）
- 三遊亭小円（漫才に転向し、木村栄子とコンビを組む）[1]
- 三遊亭柳枝（漫才に転向し、南喜代子とコンビを組む）[1]